# BS Energy

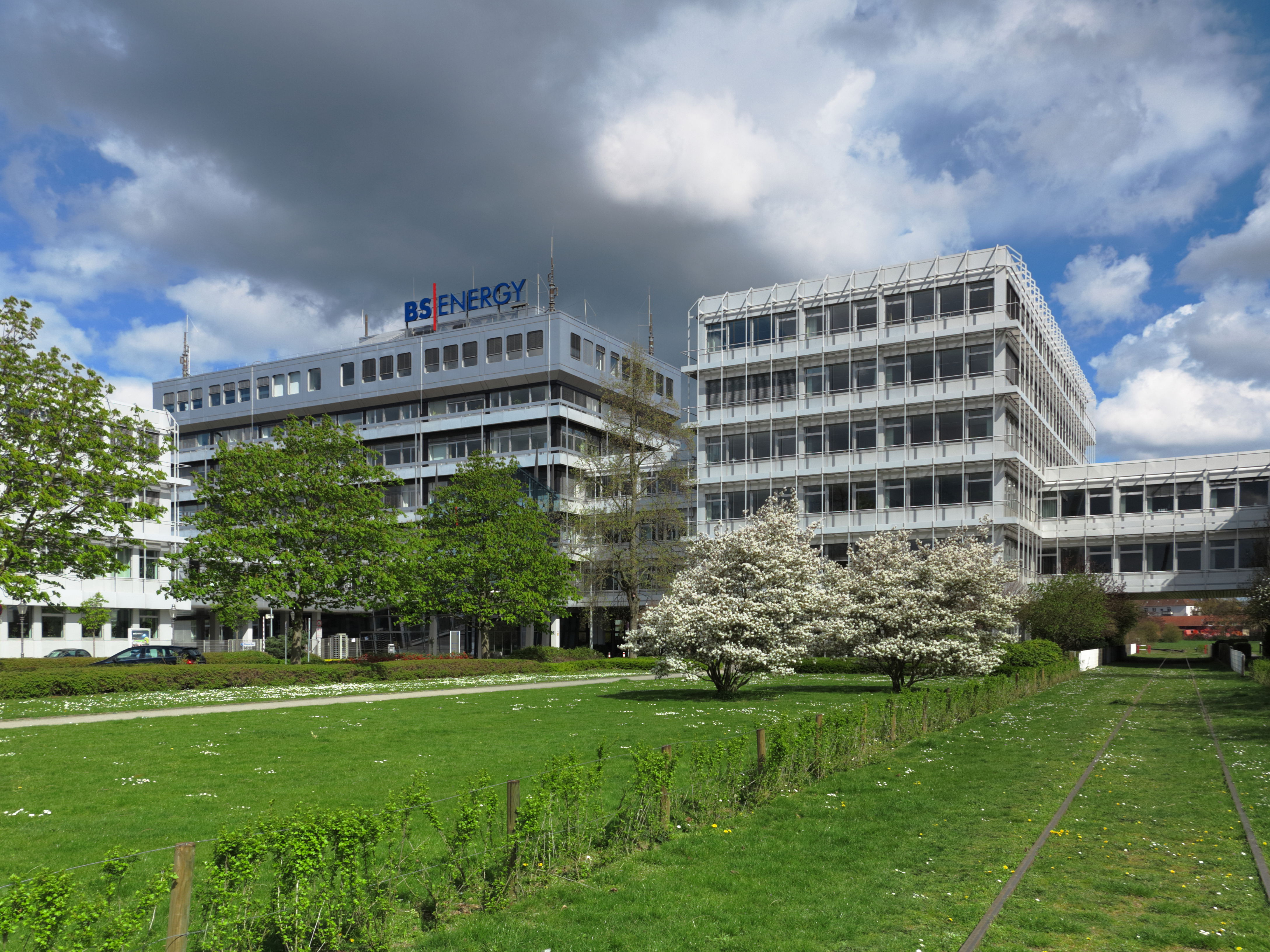
Zentrale am Nordbahnhof

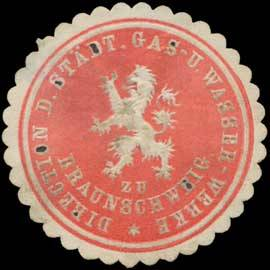
Alte Siegelmarke der Städtischen Gas- und Wasser-Werke Braunschweig

BS Energy (offizielle Langform: Braunschweiger Versorgungs-AG & Co. KG) und die zugehörigen Tochterunternehmen sind tätig in den Bereichen Strom, Gas, Fernwärme, Trinkwasser, Stadtentwässerung, Stadtbeleuchtung sowie Ampelanlagen und sind verantwortlich für den Netzbetrieb in Braunschweig. Es tritt auch als bundesweiter Stromanbieter in Erscheinung.

## Geschichte
Die Gründung der „Braunschweigischen Gaserleuchtungsgesellschaft“ erfolgte im Jahre 1851. Die städtische Wasserversorgung wurde im Jahre 1865, aufgenommen. Das öffentliche Stromversorgungsnetz ging 1900 mit Gleichstrom in Betrieb. Zum Jahr 1901 erfolgte der Bau des Wasserturms Giersberg, der noch heute das Bild des umliegenden Stadtviertels prägt, und seit 1902 aus dem Wasserwerk „Bienroder Weg“ beschickt wurde. Ab 1911 ergänzte das Grundwasserwerk Rüningen die Trinkwasserversorgung. Ab 1924 wurde der Ausbau des Fernwärmenetzes vorgenommen, das seit 1931 unter Einsatz von Kraft-Wärme-Kopplung betrieben wird. 1938 wurden die Pläne zur elektrischen Straßenbeleuchtung der Stadt Braunschweig erarbeitet und die städtischen Einzelbetriebe zu den Stadtwerken Braunschweig zusammengeführt. Im Jahre 1943 wurde erstmals Trinkwasser aus dem Harz bezogen. 1997 bis 2000 wurden Tochtergesellschaften für die Bereiche Telekommunikation, Energiedienstleistungen und Energienetze gegründet. Nach der Liberalisierung des Strommarktes im Jahr 1998 versorgte die Braunschweiger Versorgungs-AG am 1. Mai 1999 den ersten Privatkunden außerhalb seines angestammten Gebietes in Hamburg und war damit ein Wegbereiter der Liberalisierung des Energiemarktes. Die Braunschweiger Versorgungs-AG war, wie das Schwesterunternehmen Braunschweiger Verkehrs-AG, eine 100 %-Tochter der Stadtwerke Braunschweig GmbH. Bis zum Jahr 2002 gab es einen Beherrschungs- und Gewinnabführungsvertrag. Die Stadtwerke arbeiteten „im Namen und für Rechnung“. Bis zu dem Jahr 1998 traten gegenüber dem Kunden die Stadtwerke in Erscheinung. Danach wechselte die Marktkommunikation auf Versorgungs-AG. Ein Markenwechsel erfolgte im Jahr 2001, die Logofarbe wechselte von grün auf blau, begleitet durch modernere Schrift und die Einführung der Marke BS Energy.
2002 wurde ein Mehrheitsanteil der Stadtwerke an das amerikanische Energieunternehmen TXU verkauft, deren Europa-Gesellschaft noch im selben Jahr Insolvenz anmelden musste. Im Jahre 2005 wurden die Anteile der TXU in einem öffentlichen Bieterverfahren der Stadt Braunschweig an den französischen Umweltdienstleister Veolia (vormals Veolia Environnement) veräußert. Im gleichen Jahr wurde das Tochterunternehmen SE BS gegründet, das für die Stadtentwässerung verantwortlich ist. Nachdem 2006 in einem weiteren Bieterverfahren die Braunschweiger Stadtbeleuchtung im Konsortium mit Siemens übernommen wurde, ist die Mitarbeiterzahl von BS Energy wieder auf über 1000 angewachsen. Die Rechtsform wechselte 2006 in eine AG & Co. KG.

## Eigentumsstruktur

### Anteilseigner/Corporate Governance
Neben der Kapitalmehrheit (50,1 %), die von Veolia über deren deutsche Tochter Veolia Deutschland gehalten wird, hält die Stadt Braunschweig über die städtische Tochtergesellschaft Stadtwerke Braunschweig GmbH 25,1 % der Anteile; die Stadt Braunschweig stellt mit Oberbürgermeister Thorsten Kornblum den Vorsitzenden des Aufsichtsrates. Weitere 24,8 % der Anteile hält der Versorgungskonzern Thüga.

### Beteiligungen
Neben den Beteiligungen an den Sparten-Gesellschaften SE|BS (Stadtentwässerung), BS|NETZ (Energienetze), KOM|DIA (Digitalisierungsagentur), BELLIS (Lichtsignalanlagen) und den Harzwasserwerken hält BS Energy auch Anteile am Erzeugungsprojekt SOWIWAS-Sonne Wind und Wasser GmbH & Co BS Wind KG (Windkraftanlage in Geitelde, Vestas V80).
2007 hat sich BS Energy an einem ehemals reinen Wärmeversorger in Thale beteiligt, den BS Energy bei der Entwicklung zu einem vollständigen Stadtwerk unterstützte. Die Beteiligung wurde im April 2017 an die G+D Gesellschaft für Energiemanagement mbH veräußert.
2008 haben BS Energy, Veolia Wasser und die Stadtwerke Hameln (je 16,5 % der Anteile) in einem Ausschreibungsverfahren um die Konzessionsverträge der Stadt Springe den Zuschlag erhalten. Die Stadt Springe hält 50,5 % der Anteile an den Stadtwerken Springe.
2009 haben BS Energy und Veolia Water in einem Ausschreibungsverfahren um die Konzessionsverträge der Stadt Pulheim den Zuschlag erhalten; die Stadt Pulheim behielt 51 % der Anteile an der Stadtwerke Pulheim GmbH. Die Beteiligung wurde im Januar 2018 an die Rheinenergie AG veräußert.
2011 hat BS Energy gemeinsam mit der Stadt Königslutter am Elm, der Samtgemeinde Nord-Elm und der Gemeinde Mariental die Stadtwerke Elm-Lappwald gegründet. BS Energy hält 49 % der Anteile an der Stadtwerke Elm-Lappwald GmbH.
2013 führt BS Energy gemeinsam mit der Stadt Gifhorn die Stadtwerke Gifhorn. BS Energy hält 49 % der Anteile.
2019 gründet BS Energy die Digitalisierungsagentur KOM|DIA.

## Produkte und Absatzmengen
Im Jahre 2016 betrug der Stromabsatz 2530 Mio. kWh, der Erdgasabsatz 2750 GWh und der Wärmeabsatz in die Fernwärmenetze 859 Mio. kWh. Die Wasserversorgung der Stadt erforderte die Zuleitung von 13,2 Mio. m³ Trinkwasser. Zudem ist BS Energy in sechs deutschen Städten mit der Wartung und Instandhaltung der öffentlichen Beleuchtung beauftragt. Insgesamt werden rund 47.000 Lichtstellen betrieben.
BS Energy bietet Haushalts- und Kleinkunden neben den gängigen Gas- und Stromprodukten auch Naturstrom an. Zudem liefert BS Energy Strom an Gewerbe-, Bündel- und Großkunden in ganz Deutschland auf der Basis von Sonderverträgen oder nach öffentlichen Ausschreiben.
Gas wird nur in der Region Niedersachsen angeboten. In Braunschweig werden das Gasnetz und inzwischen zwei Erdgastankstellen betrieben. Fernwärme macht in Braunschweig einen hohen Anteil an der Raumwärme von derzeit ca. 45 % aus.
Die Stadt Braunschweig wird praktisch vollständig mit Trinkwasser aus dem Harz versorgt. Der größte Teil der Brunnenförderung wurde eingestellt. Nur das Wasserwerk am Bienroder Weg ist noch für eine Notfallversorgung in Betrieb und fördert durch den zyklischen Testbetrieb etwa 2 % des Stadtbedarfes. Das Tochterunternehmen SE|BS ist für die Gewässerpflege und die Abwasserreinigung zuständig. Über 98 Pumpwerke und ein fast 1400 km langes Kanalnetz wird das Abwasser zur Kläranlage Steinhof gefördert und zum Teil in den Braunschweiger Rieselfeldern verregnet, auf denen auch Mais zur Biogasproduktion angebaut wird.
BS Energy engagiert sich zusammen mit dem Tochterunternehmen Kom-Dia auf dem Geschäftsfeld Elektromobilität und hat im Juli 2022 den Zuschlag zur Konzession über die Errichtung und den Betrieb von öffentlicher Ladeinfrastruktur für Elektrofahrzeuge in Braunschweig erhalten. In diesem Rahmen plant BS Energy, bis Ende 2024 mindestens 200 neue Ladepunkte und bis 2026 nochmal dieselbe Anzahl in Betrieb zu nehmen, basierend auf einer gleichmäßigen Abdeckung aller Stadtbezirke mit Lademöglichkeiten. Darüber hinaus wird der Ausbau bedarfsgerecht erfolgen. Zwei Ladesäulen befinden sich außerdem am Hauptsitz des Unternehmens an der Taubenstraße und eine weitere zu Forschungszwecken auf dem Hauptcampus der TU Braunschweig.
Zudem ist BS Energy als Infrastrukturdienstleister für das Glasfasernetz in Braunschweig zuständig.

## Erzeugungsanlagen
BS Energy verfügt auf den traditionellen Kraftwerksgeländen in Braunschweig über die in Kraft-Wärme-Kopplung betriebenen Heizkraftwerke HKW Mitte (Biomasse, Gas), eine 2010 in Betrieb genommene Gas- und Dampfturbinenanlage und das HKW Nord (Gasturbine). Zusätzlich werden in Braunschweig kleinere Blockheizkraftwerke auf Basis von Biomasse und Biogas zur Strom- und Wärmeerzeugung betrieben. Ökostrom wird auch mit der Wasserturbine in der Druckstation der Trinkwasserzuleitung und mit Windturbinen am Geitelder Berg erzeugt. In der Kläranlage Steinhof wird Biogas als Brennstoff für interne Prozesse eingesetzt.
BS Energy besiegelt das Ende der Energiegewinnung aus Kohle. Das Kohleheizkraftwerk am Standort Mitte an der Hamburger Straße wurde durch ein Biomasseheizkraftwerk mit dem Hauptbrennstoff Altholz in Kombination mit einem Gasturbinen-Heizkraftwerk ersetzt. Der dritte wichtige Pfeiler bleibt neben den zwei Neuanlagen die flexible Gas- und Dampfturbinenanlage (GuD).

## Engagement
BS Energy ist langjähriger Sponsor von Eintracht Braunschweig, den Basketball Löwen, dem Staatstheater Braunschweig und der Bürgerstiftung Braunschweig. Außerdem fördert BS Energy zahlreiche gesellschaftliche und soziale Projekte, wie beispielsweise den "Zuversichtspreis", verliehen von der Braunschweiger Zeitung, das Braunschweiger Krimifestival oder erweiterte Angebote für regionale Schulen. Neben dem Kohleausstieg engagiert sich BS Energy außerdem an mehreren Forschungsprojekten und Maßnahmen zum Schutz der Umwelt und gibt den "Okerbienen" auf dem Gelände des Heizkraftwerks Mitte ein Zuhause.
BS Energy ist Entwickler und Gründer der Braunschweig-App "Löwenbündel", die seit 2021 kostenfrei mit digitalen Alltagshelfern, Freizeitmöglichkeiten und Informationen über die Region verfügbar ist.